# Tony Hawk's Proving Ground
Tony Hawk's Proving Ground è il tredicesimo gioco della serie Tony Hawk, disponibile per le console PlayStation 2, PlayStation 3, Nintendo DS, Wii e Xbox 360.

## Modalità di gioco
Tony Hawk's Proving Ground è ambientato in 3 città diverse, che compongono 9 livelli: Washington, Baltimora, e Filadelfia. Nelle versioni della PlayStation 3 e della Xbox 360 è come un mondo aperto, mentre nelle versioni per Wii e PlayStation 2 bisogna andare al menu start per cambiare area. Ci sono tre modalità di storia: Rigger (che negli obiettivi è di colore viola), Hardcore (Giallo) e Carriera (Verde). Quando si vuole cambiare lo stile del proprio skater bisogna andate nel menù start ed accedere a crea uno skater. Ci sono molte cose comprese: la data di nascita, gli accessori, la capigliatura, gli indumenti. Ci sono tre modalità di Nail the Trick: Nail the Grab, Nail the Trick e Nail the Manual. Nella versione della PlayStation 2 Nail the Manual non è incluso.